# Блејдс (Делавер)
Блејдс (енгл. Blades) град је у Округу Сасекс у америчкој савезној држави Делавер. По попису становништва из 2010. у њему је живело 1.241 становника

## Демографија
|                   | 2010.          | 2000.        |
| Укупно            | 1 241 (100,0%) | 956 (100,0%) |
| Белци             | 615 (49,56%)   | 644 (67,36%) |
| Остали            | 349 (28,12%)   | 31 (3,243%)  |
| Хиспаноамериканци | 232 (18,69%)   | 63 (6,590%)  |
| Афроамериканци    | 35 (2,820%)    | 208 (21,76%) |
| Азијати           | 10 (0,806%)    | 10 (1,046%)  |